# Hypena unicolor
Hypena unicolor là một loài bướm đêm trong họ Erebidae. Loài này có rất nhiều màu sắc khác nhau và được mô tả khoa học.